# Lettonia ai Giochi della XXXI Olimpiade
La Lettonia ha partecipato ai Giochi della XXXI Olimpiade, che si sono svolti a Rio de Janeiro, Brasile, dal 5 al 21 agosto 2016, con una delegazione di 33 atleti impegnati in 12 discipline. Portabandiera alla cerimonia di apertura è stato il ciclista Māris Štrombergs, alla sua terza Olimpiade, già due volte campione olimpico nella BMX. È stata l'undicesima partecipazione della Lettonia ai giochi olimpici estivi. Non sono state conquistate medaglie, come non avveniva da Amsterdam 1928.